# Önellátó mezőgazdaság

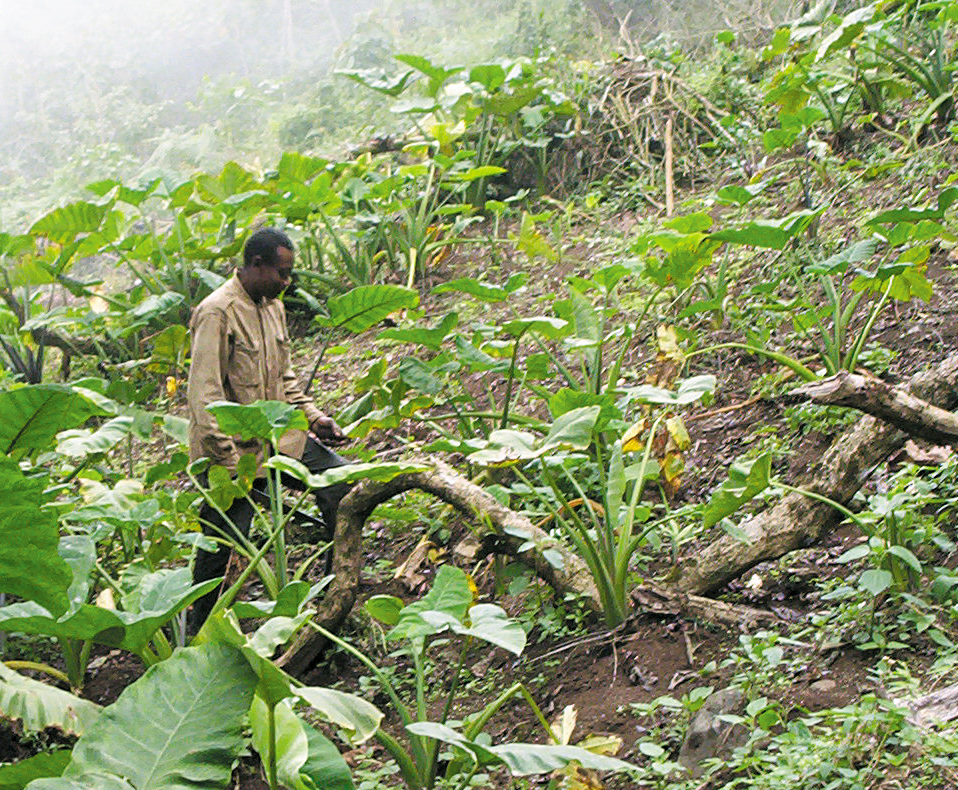
Egy bakweri farmer a Kamerun-hegy lejtőin lévő taroföldjén dolgozik (2005)

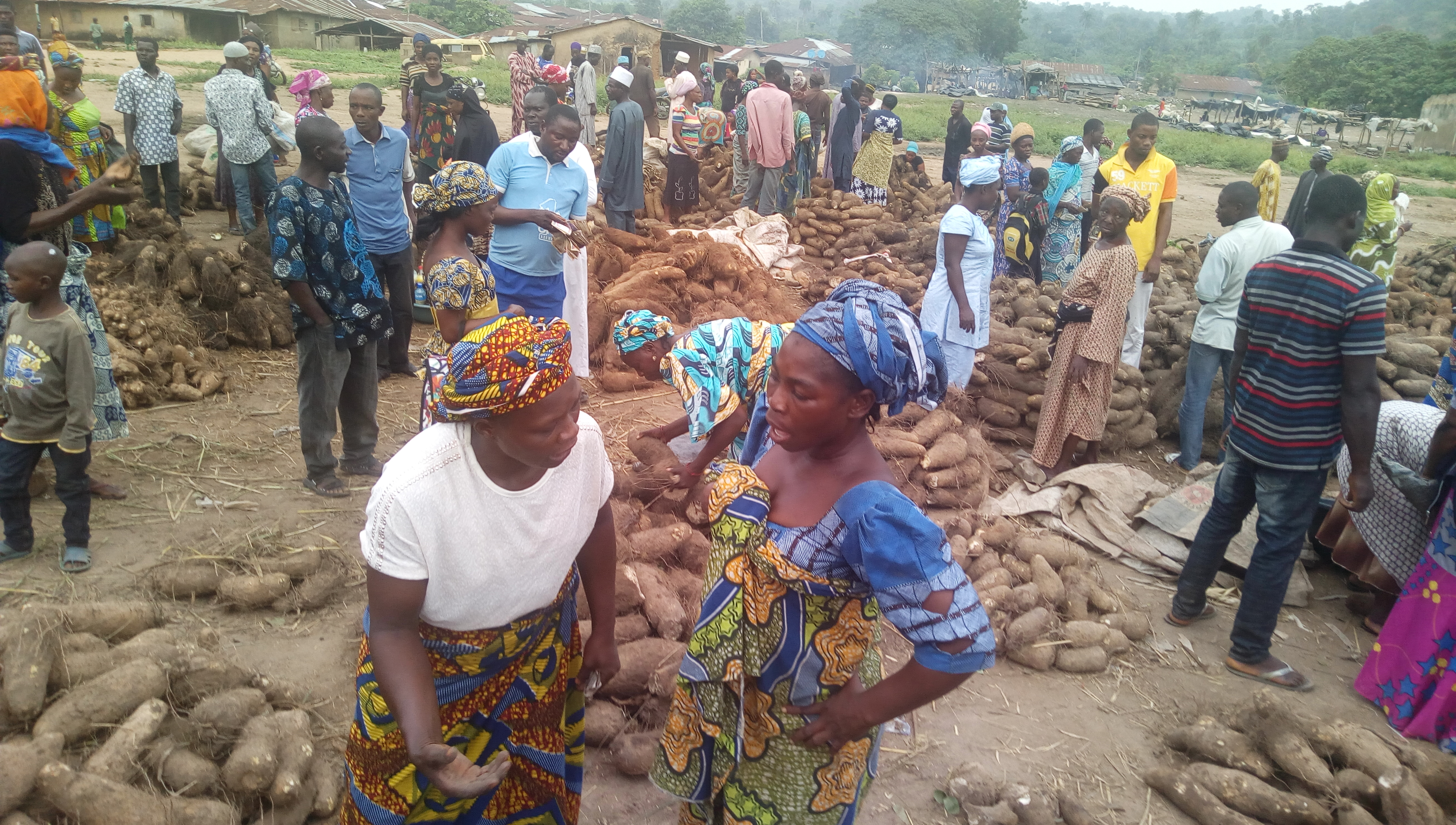
Önellátó gazdálkodók árulják termékeiket

Önellátó mezőgazdaságról akkor beszélünk, amikor a gazdálkodók saját maguk és családjaik szükségleteinek fedezésére termesztenek növényeket a kisbirtokaikon. A megélhetési mezőgazdasági termelők növények termelését végzik a túlélés és a többnyire helyi igények kielégítése miatt. A növény ültetési döntések elsõsorban annak figyelembevételével születnek, hogy mire lesz szüksége a családnak a következõ évben, és csak másodsorban a piaci árak alapján. Tony Waters, a szociológia professzora a "megélhetési földműveseket" úgy határozza meg, mint "azokat az embereket, akik azt termesztik, amit megesznek, saját házat építenek, és anélkül gazdálkodnak, hogy rendszeresen vásárolnak vagy adnak el a piacon". :2
Az önellátó gazdálkodás ellenére a legtöbb ilyen gazdálkodó bizonyos mértékben részt vesz a kereskedelemben is. Bár készpénzben mért kereskedésük kisebb, mint a modern, összetett piacokkal rendelkező országok fogyasztóié, ezeket a piacokat elsősorban árubeszerzésre használják, nem élelmiszer-bevételre; ezek az áruk általában nem szükségesek a túléléshez, és tartalmazhatnak cukrot, vas tetőfedőt, kerékpárokat, használt ruhákat és így tovább. Sokuknak fontos kereskedelmi kapcsolatai vannak, és olyan kereskedelmi cikkekkel rendelkeznek, amelyeket speciális készségeik vagy a piacon értékes erőforrásokhoz való különleges hozzáférésük miatt tudnak előállítani.
Az önellátó gazdálkodás ma  a legelterjedtebb a fejlődő országokban. Az önellátó mezőgazdaságra általában jellemzői a csekély tőke-/finanszírozási igény, vegyes termesztés, mezőgazdasági vegyszerek (pl. növényvédő szerek és műtrágyák ) korlátozott használata, nem nemesített termény- és állatfajták, eladásra csak kevés vagy egyáltalán nem szánt többlettermés, hagyományos eszközök (pl. kapa, bozótvágó), főként növénytermesztés, kis szétszórt földterületek, szakképzetlen munkaerő (gyakran családtagok) igénybevétele és (általában) alacsony terméshozam.

## Történelem
Az önellátó mezőgazdaság volt a világ meghatározó termelési módja egészen a közelmúltig, amikor a piaci alapú kapitalizmus széles körben elterjedt.
Az önellátó mezőgazdaság a huszadik század elejére már nagyrészt eltűnt Európában. Észak-Amerikában csökkenni kezdett azáltal, hogy az 1930-as és 1940-es években a részvényesek és bérlő gazdálkodók kimozdultak Amerika déli és középnyugati területeiről. Közép- és Kelet-Európában a félig önellátó mezőgazdaság 1990 után újra megjelent a rendszerváltás utáni átmeneti gazdaságban, de a 2004-es vagy 2007-es EU-csatlakozással a legtöbb országban csökkent a jelentősége (vagy eltűnt).

## Kortárs példák
Az önellátó gazdálkodás ma is létezik Afrika vidéki részein, valamint Ázsia és Latin-Amerika egyes részein. 2015-ben a fejlődő országok vidéki területein élő 500 millió háztartásból körülbelül 2 milliárd ember (a világ népességének valamivel több mint 25%-a) élt „kistermelőként”, kevesebb mint 2 hektáron  dolgozva. A kínai gazdálkodók körülbelül 98%-a kis gazdaságokban dolgozik, és Kína a világ összes gazdaságának körülbelül a felét teszi ki. Indiában az összes gazdálkodó 80%-a kistermelő; Etiópia és Ázsia csaknem 90%-a; míg Mexikó és Brazília 50%-a és 20%-a kisbirtokos.
Azokon a területeken, ahol manapság nagyrészt önellátó gazdálkodást folytatnak, mint például India és Ázsia más régiói, a gyakorlat az utóbbi időben visszaesett. Ez olyan folyamatoknak köszönhető, mint az urbanizáció, a földek vidéki térségekké való átalakulása és a kapitalista gazdálkodási formák integrációja. Indiában az iparosodás növekedése és a vidéki mezőgazdaság csökkenése a vidéki munkanélküliséghez és az alacsonyabb kasztokhoz tartozók szegénységének növekedéséhez vezetett. Az urbanizált területeken élni és dolgozni tudók növelhetik jövedelmüket, míg a vidéken maradóké nagymértékben csökkent, ezért nem a szegénység stagnált. Ez növeli az alacsonyabb és magasabb kasztok közötti jövedelmi különbséget, és megnehezíti a vidékiek számára a kasztok rangsorában való előrelépést. Ez a korszak a tönkrement gazdálkodók egyre gyakoribb öngyilkosságának és az „eltűnő falunak” az időszakát jelentette.

### Alkalmazkodás a globális felmelegedéshez
A legtöbb önellátó mezőgazdaságot a trópusi éghajlaton található fejlődő országokban folytatják. Az éghajlatváltozás növénytermesztésre gyakorolt hatásai ezekben a régiókban intenzívebbek lesznek, mivel a szélsőséges hőmérsékletek alacsonyabb terméshozamhoz kapcsolódnak. A gazdálkodók kénytelenek reagálni a megnövekedett hőmérsékletre úgy, mint a megnövekedett földterület és munkaerő-ráfordítás, amelyek veszélyeztetik a hosszú távú termelékenységet. A változó éghajlatra adott válaszintézkedések magukban foglalhatják a napi élelmiszer-fogyasztás csökkentését és az állatállomány értékesítését a termelékenység csökkenése ellensúlyozására. Ezek a válaszok gyakran veszélyeztetik a háztartási gazdaságok jövőjét a következő évszakokban, mivel sok gazdálkodó eladja a munkavégzésre használt igásállatokat, és elfogyasztja az ültetésre félre tett  magvakat is. Az éghajlatváltozás jövőbeli hatásainak teljes mértékének megmérése nehéz, mivel a kistermelői gazdaságok összetett rendszerek, amelyek sokféle kölcsönhatást mutatnak. A különböző helyszíneken eltérő alkalmazkodási stratégiák állnak rendelkezésre, mint például a növény- és állatállomány helyettesítése. A gabonanövények, például a búza, a zab és a kukorica termelési rátája nagyrészt a termőképességre gyakorolt hőhatás miatt csökkent. Ez arra kényszerítette a gazdálkodókat, hogy hőtűrőbb növényekre váltsanak, hogy fenntartsák a termelékenység szintjét. A növények hőtűrő alternatívákkal való helyettesítése korlátozza a kistermelői gazdaságokban termesztett növények általános sokféleségét. Mivel sok gazdálkodó azért gazdálkodik, hogy kielégítse napi élelmiszerszükségletét, ez negatívan befolyásolhatja a táplálkozást és az étrendet sok önellátó mezőgazdaságot folytató családban is.

## Az önellátó gazdálkodás típusai

### Talajváltó mezőgazdaság
Az ilyen típusú gazdálkodás során egy erdőterületet kivágással (kivágással) és égetéssel megtisztítanak, és növényeket termesztenek. Európában főleg a kora középkorra volt jellemző. Két-három év elteltével a talaj termékenysége csökkenni kezd, a földet felhagyják, és a gazdálkodó elköltözik, hogy egy friss földet tisztítson meg máshol az erdőben, miközben ez a folyamat folytatódik. Míg a földet parlagon hagyják, a kivágott területen helyreáll a talaj termékenysége és biomassza. Egy évtized vagy több elteltével a gazda visszatérhet az első földterületre. Ez a mezőgazdasági forma alacsony népsűrűség mellett is fenntartható, de a nagyobb népességterhelés gyakoribb irtást igényel, ami megakadályozza a talaj termékenységének helyreállítását, több erdő lombkoronáját nyitja meg, és ösztönzi a bozótosodást a nagy fák rovására, ami végül erdőkihalást és talajt eróziót eredményez. A váltakozó termesztést Indiában dreddnek, Indonéziában ladangnak, Északkelet-Indiában jhummingnak nevezik.

### Nomád pásztorkodás
Az ilyen típusú gazdálkodás során a nem letelepedett emberek állataikkal együtt vándorolnak egyik helyről a másikra, hogy takarmányt keressenek állataiknak. Általában szarvasmarhát, birkát, kecskét, tevét és/vagy jakot nevelnek tejért, bőrért, húsért és gyapjúért. Ez az életmód általános Közép- és Nyugat-Ázsia egyes részein, Indiában, Kelet- és Délnyugat-Afrika, valamint Eurázsia északi részén. Ilyenek például a Himalája nomád bhotiják és gudzsarjai. Szamarak, lovak és tevék hátán szállítják holmijukat, például sátrakat stb. A hegyvidéki régiókban, például Tibetben és az Andokban, jakot és lámát nevelnek. A rénszarvas a sarkvidéki és szubarktikus területek állatállománya. A juh, a kecske és a teve gyakori állat, és a szarvasmarha és a ló is fontos.

### Intenzív önellátó "nyomásos" vagy vetésforgós gazdálkodás
Az intenzív önellátó mezőgazdaságban a gazda egy kis földterületet művel meg egyszerű eszközökkel és több munkaerővel. A napsütéses  éghajlat és a  termékeny talaj  lehetővé teszi egynél több növény termesztését évente ugyanazon a parcellán. A gazdálkodók kis földterületeiket arra használják fel, hogy helyi fogyasztásukhoz elegendő mennyiséget termeljenek, míg a fennmaradó terményt cserére használják fel más árukkal szemben. Ez azt eredményezi, hogy egy hektáronként sokkal több élelmiszert termelnek, mint más típusú gazdaságok. A legintenzívebb esetekben a gazdák akár teraszokat is kialakíthatnak a meredek domboldalak mentén, ahol rizsföldeket művelhetnek. Ilyen terasz mezők Ázsia sűrűn lakott részein találhatók, például a Fülöp-szigeteken. A trágya, a mesterséges öntözés és az állati hulladékok műtrágyaként történő felhasználásával is felerősödhetnek. Az intenzív önellátó gazdálkodás elterjedt Dél-, Délnyugat- és Délkelet-Ázsia monszun régióinak sűrűn lakott területein.

## A szegénység enyhítése
Az önellátó mezőgazdaság felhasználható a szegénység enyhítésére szolgáló stratégiaként, különösen az élelmiszerár-sokkok és az élelmezésbiztonság védőhálójaként. A szegény országok fiskális és intézményi forrásai korlátozottak, ami lehetővé tenné számukra a belföldi árak növekedésének megfékezését, valamint a szociális segélyprogramok irányítását, ami gyakran abból adódik, hogy olyan politikai eszközöket alkalmaznak, amelyeket a közepes és magas jövedelmű országoknak szántak. Az alacsony jövedelmű országok szegények lakosságának általában a  80%-a vidéki területeken él, és a vidéki háztartások több mint 90%-a hozzáfér a földhöz, ennek ellenére a vidéki szegények többsége nem jut elegendő élelmiszerhez. A z önellátó mezőgazdaságot az alacsony jövedelmű országokban fel lehet használni az élelmiszerválságra adott szakpolitikai válaszok részeként rövid és középtávon, és biztonsági hálót jelenthet az ezekben az országokban élő szegények számára.
A mezőgazdaság mint megélhetési forma sikeresebb a nem mezőgazdasági munkákkal szemben a szegénység elleni küzdelemben azokban az országokban, ahol nagyobb az iskolai végzettség nélküli vagy képzetlen népesség. A szegénységnek azonban bizonyos szintjeire figyelni kell, hogy a mezőgazdaságot a megfelelő emberek felé irányíthassuk. A mezőgazdaság jobban tudja csökkenteni a mélyszegénységet azoknál, akiknek napi 1 dolláros jövedelmük van, mint azoknál, akiknek napi 2 dolláros bevételük van Afrikában. Azok az emberek, akik kevesebb jövedelemmel rendelkeznek, nagyobb valószínűséggel rosszul iskolázottak, és kevesebb lehetőségük van; ezért munkaigényesebb vagyis nehezebb munkákat végeznek, például a segédmunkákat a mezőgazdaságban. Azoknak, akik 2 dollárt keresnek, több lehetőségük van nem mezőgazdasági területeken kevésbé nehéz és munkaigényes munkákat végezni.

## Fordítás
Ez a szócikk részben vagy egészben  a   Subsistence agriculture című angol Wikipédia-szócikk ezen változatának fordításán alapul.  Az eredeti cikk szerkesztőit annak laptörténete sorolja fel. Ez a jelzés csupán a megfogalmazás eredetét és a szerzői jogokat jelzi, nem szolgál a cikkben szereplő információk forrásmegjelöléseként.